# Raudań
Raudań, także Raudany (lit. Raudonė, niem. Raudonn) – miasteczko na Litwie, położone w okręgu tauroskim w rejonie jurborskim, 28 km na wschód od Jurborka przy drodze Kowno-Jurbork, 716 mieszkańców (2001). Siedziba starostwa Raudań.
Miasteczko usytuowane jest na prawym, wysokim brzegu rzeki Niemen na terenie Poniemuńskiego Parku Regionalnego. W miejscowości znajduje się kościół katolicki, szkoła i poczta.
Za Królestwa Polskiego istniała wiejska gmina Raudań.
Od 1998 miasteczko posiada własny herb nadany dekretem Prezydenta Republiki Litewskiej.

## Zabytki
- Zamek w Raudaniu - pierwszy polecił wybudować w tym miejscu książę Henryk Bawarski, który następnie przekazał go Krzyżakom, którzy nazywali go Bayersburg. W XVI wieku król Zygmunt August nadał zamek Kryspinowi Kirszenstein, który w miejscu starego wybudował nowy zamek renesansowy. Po pożarze na początku w XIX wieku powstał dzisiejszy pałac w stylu neogotyckim. Po zniszczeniach z okresu II Wojny światowej pałac odbudowano w stylu neogotyckim.
- Park pałacowy